# Міністерство транспорту та комунікацій Республіки Білорусь
Міністерство транспорту і комунікацій Республіки Білорусь (Мінтранс Білорусі) — відомство уряду Білорусі, уповноважене управляти шляхами спілкування. Міністр транспорту і комунікацій призначається і знімається з посади президентом. З 28 липня 2023 року пост міністра займає Ляхнович Олексій Олексійович.

## Історія
5 липня 1993 року Верховна Рада перейменувала Міністерство транспорту в Міністерство транспорту і комунікацій. 22 липня 1993 року Постановою № 491 уряд включив до його складу управління цивільної авіації та Білоруську залізницю. Президент виділив їх із складу міністерства указами від 4 квітня 1995 р. № 126 від 17 квітня 1996 року № 150 відповідно, однак указом від 5 травня 2006 року № 289 знову повернув їх до складу міністерства.

## Структура
1. Центральний апарат — 2 департаменти, 8 управлінь та 6 відділів, а також 2 інспекції;
2. Підприємства «Витебскоблавтотранс», «Гомельоблавтотранс», «Гроднааблаўтатранс», «Мінскаблаўтатранс», «Белтрансснаб», «Транстехника», «Белтехосмотр», «Гомельський авторемонтний завод», «Мозирський авторемонтний завод», «Білоруське річкове пароплавство» (Гомель), «Белводшлях» (Гомель), «Дніпро-Бузький водний шлях» (Пінськ), «Ніжняпрыпяцкае» (Мозир), «Гомельський суднобудівельно-судноремонтний завод», «Пінський суднобудівельно-судноремонтний завод», «Речицький суднобудівельно-судноремонтний завод», «Білоруська інспекція річкового регістру» (Гомель), «Белсуднапраект» (Гомель) та Дніпро-Березинское підприємство водних шляхів (Бобруйськ);
3. Автомобільні училище — Брестське, Вітебське, Гродненське, Гомельське, Могилівське та Молодечненське.
4. Білоруська залізниця,
5. Газета «Транспортний вісник»

## Завдання
1. створення умов для задоволення потреб споживачів транспортних послуг;
2. сприяння спільно з іншими державними установами розвитку перевезень;
3. проведення нарад про перевезення із зацікавленими державними установами;
4. сприяння безпосереднім зв'язків вітчизняних перевізників з іноземними;
5. управління перевезеннями;
6. підвищення результативності управління урядовою транспортною власністю;
7. підвищення конкурентоспроможності та експорт транспортних послуг;
8. розвиток товаропровідної мережі за кордоном;
9. залучення в галузь перевезень зовнішніх позик.